# 최태성의 만화 한국사 2
「최태성의 만화 한국사 2」는 대한민국의 인터넷 온라인 한국사 강사 최태성과 만화가 겸 디자이너인 김연규가 그림을 그린 역사 학습만화책이다.

## 목차

### 프롤로그
꿈이 만든 역사, 대한민국이 시작되기까지

### 개항기
1. 조선의 구원투수를 자처한 개혁가, 흥선 대원군
2. 네 멋대로 개항 요구에 내 뜻대로 통상 수교 거부
3. 첫 단추부터 잘못 끼운 개항, 강화도 조약
4. 개화의 바람이 몰고 온 갈등과 침탈의 역사
5. 3일 만에 끝나버린 개혁의 꿈
6. 줍는 사람이 임자, 한반도를 둘러싼 열강의 힘겨루기
7. 참다못한 농민들의 선택, 역사의 물줄기를 바꾸다
8. 변화의 물줄기가 빚어낸 갑오년의 개혁
9. 자주독립을 향한 서로 다른 발걸음
10. 발버둥 칠수록 어두운 굴속으로
11. 국권 회복을 향한 여러 갈래의 길
12. 열강의 경제 침탈, 무너지는 조선, 이어지는 저항
13. 두 얼굴로 다가온 근대
14. 우리의 발자국이 남겨질 땅

### 일제 강점기
1. 총칼로 길들이는 식민지 조선
2. 겉 다르고 속 다른 문화 통치
3. 침략 전쟁의 희생양이 된 조선
4. 꺾일 줄 모르는 민족의 독립 의지
5. 독립을 향한 당당한 외침
6. 식민지 굴레에서 벗어나기 위한 몸부림
7. 나라 밖에서 써 내려간 승리의 역사
8. 온 힘을 다해 준비한 광복의 순간

### 현대
1. 마침내 광복, 그러나 분단
2. 대한민국에 닥친 시련, 전쟁과 독재
3. 독재에 맞선 거센 저항의 물결
4. 피의 독재에서 승리의 민주주의로
5. 경제 발전의 빛과 그림자
6. 풀지 못한 숙제, 통일로 가는 길

### 에필로그
그린이의 맺음말